# فرد فلک
فرد فلک (انگلیسی: Fred Fleck؛ ‏ ۴ ژوئن ۱۸۹۲ – ۹ نوامبر ۱۹۶۱) دستیار کارگردان و مدیر تولید اهل ایالات متحده آمریکا بود.
از فیلم‌هایی که وی در آن‌ها نقش داشته‌است، می‌توان به آمبرسون‌های باشکوه، پرواز برای آزادی، دوست من، گرگ، پلکان مارپیچ، پنجره، داستان لاس وگاس، پسر سندباد، فرشته‌های جهنم، به‌طور کامل، مشکل دشوار، مرغ بهشت، چرخش زمان، در صحنه، سبکبار و بی‌خیال، تام، دیک و هری و همشهری کین اشاره نمود.